# مراسم خاکسپاری رامپراساد
مراسم خاکسپاری رامپراساد (انگلیسی: Ramprasad Ki Tehrvi) فیلم هندی درام خانوادگی هندی- زبان، محصول سال ۲۰۱۹ است که کارگردانی آن را سیما پاهوا بر عهده داشت و توسط جیو استودیوز و دریشیام فیلمز ساخته شد. گروه بازیگرانی شامل نصیرالدین شاه، ویکرانت مسی، کونکونا سن شارما، پارامبراتا چاترجی، وینای پاتاک، سوپریا پاتاک، مانوج پاهوا و وینیت کومار نقش‌های اصلی را بازی کرده‌اند.
این فیلم اولین بار در روز ۱۷ اکتبر ۲۰۱۹ در جشنوار فیلم بمبئی به نمایش درآمد. فیلم مراسم خاکسپاری رامپراساد در روز ۱ ژانویه ۲۰۲۱ اکران شد.